# Axim
Axim è una città costiera nonché capitale del distretto municipale di Nzema est nella regione occidentale del Ghana meridionale. Axim si trova a 64 chilometri a ovest del porto cittadino di Sekondi-Takoradi nella regione occidentale di Capo Three Points. Axim al 2013 aveva una popolazione di 27.719 abitanti.

## Storia

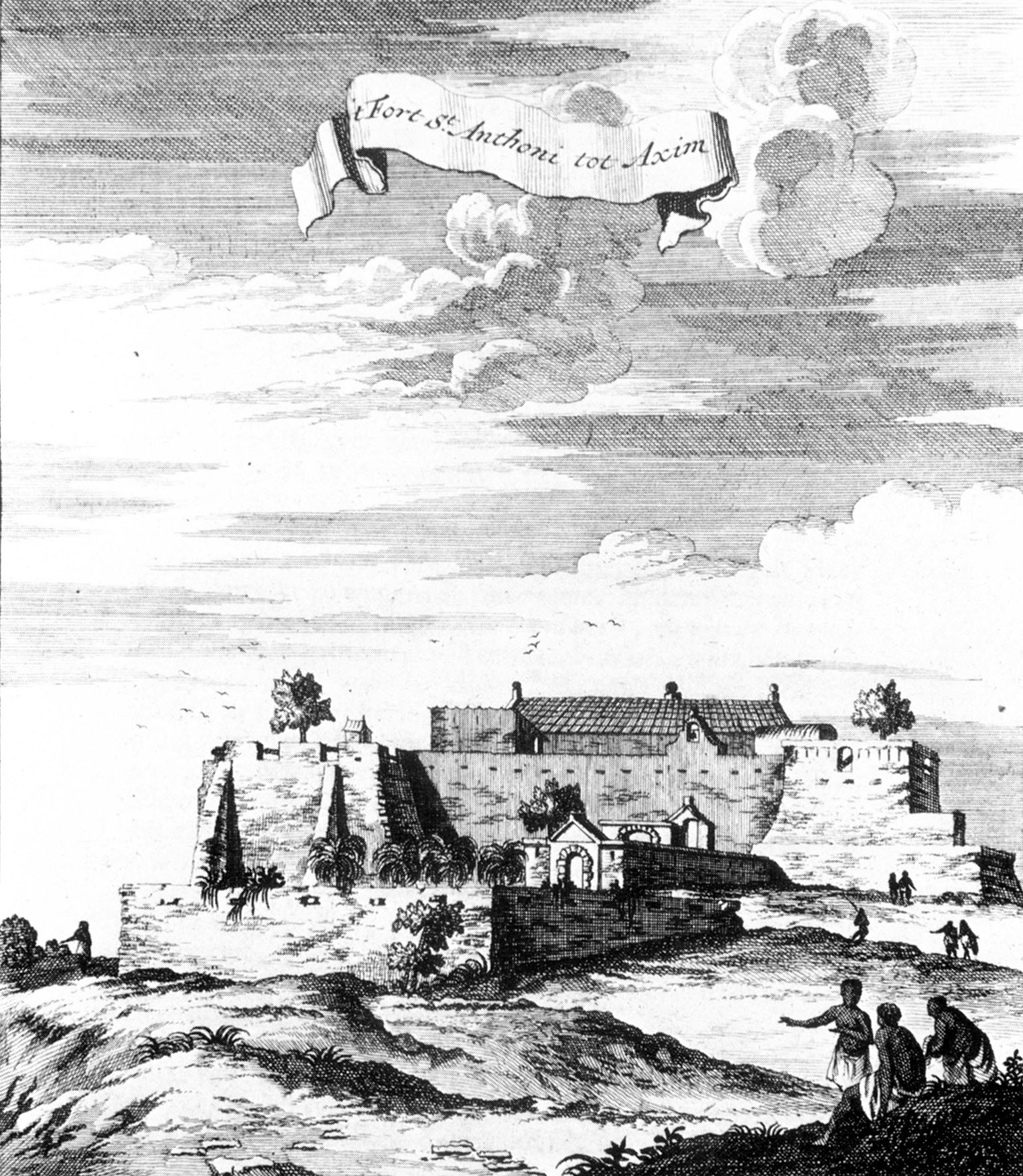
Fort Santo Antonio ad Axim, 1709. Litografia d'epoca.

L'area era anticamente occupata dal popolo Nzema.
I portoghesi furono i primi europei a giungere nell'area all'inizio del XVI secolo come commercianti. Successivamente, essi costruirono un grande forte presso il mare, Fort Santo Antonio, nel 1515. Iniziarono quindi la tratta degli schiavi verso l'Europa e verso le Americhe. Tra il 1642 ed il 1872, il forte passò nelle mani degli olandesi che lo espansero e che continuarono proficuamente la tratta degli schiavi. Attualmente esso è proprietà dello stato del Ghana ed è aperto al pubblico come museo. Al largo della costa di Axim vi sono diverse piccole isole pittoresche e un faro marittimo.

## Struttura
La città è divisa in due parti: Axim Alta e Axim Bassa. Fort Santo Antonio si trova al centro delle du divisioni, ma è più vicino alla parte Alta della città, dove si trovava l'originario insediamento degli europei. Qui si trovano ancora diverse abitazioni risalenti all'Ottocento ed al periodo della dominazione dell'impero inglese.

## Economia

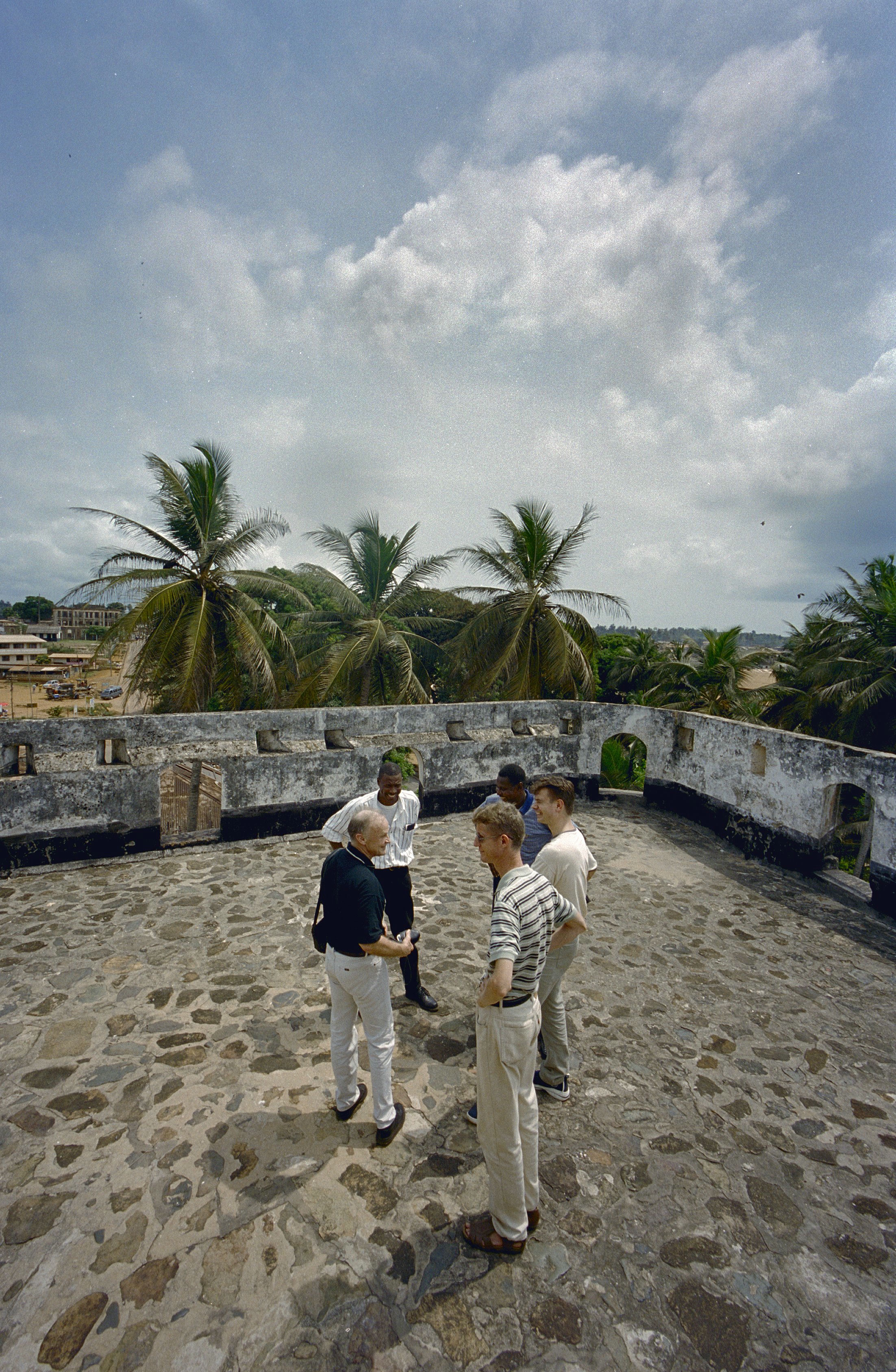
Fort Santo Antonio ad Axim

L'economia della città di Axim è basata prevalentemente sulla pesca, ma l'area dispone anche di un discreto turismo. Vi sono inoltre delle piantagioni di cocco e di alberi per la produzione della gomma. Il terreno, particolarmente fertile, consente la crescita di molte palme. Esistono nell'area alcune piccole miniere d'oro che rimangono operative nell'entroterra.
Axim dispone di una stazione ferroviaria, di due banche principali e di due banche rurali tra cui la Ahantaman Rural Bank, la Nzema Maanle Rural Bank e la Lower Pra Rural Bank.

## Cultura
Ogni agosto, il principale festival che si tiene è il Kundum, dove si festeggia la buona pesca dell'anno; le persone vengono ad Axim per la festività ma anche per commerciare del pesce.

## Turismo
La splendida spiaggia di Axim è un luogo senza eguali in tutto il Ghana ed attira non solo il turismo ordinario, ma anche i surfisti sono particolarmente attratti dalle grandi onde al largo.